# Ledce (okres Plzeň-sever)
Ledce jsou obec v okrese Plzeň-sever v Plzeňském kraji. Žije v nich 908 obyvatel. V obci se nachází základní škola, obecní knihovna, pošta, obecní úřad, fotbalové a víceúčelové sportovní hřiště.

## Historie
Obec je zmiňovaná poprvé v dokumentech datovaných mezi lety 1180–1182.
V okolí se těžily kyzy a pískovce.[zdroj⁠?!] Hrabě Jan z Lobkovic ve vsi v roce 1852 provozoval vitriolovou huť. Ve druhé polovině 19. století se v dole Regina těžilo černé uhlí. Významnou pro obec byla těžba kaolinu (probíhala do roku 1968) a jeho plavení (do roku 1975). Dnes[kdy?] pokračuje jen nepravidelná těžba červených jílů.
Dominanty obce tvoří románský kostel svatého Jakuba (nynější podoba je z gotické a barokní přestavby) a barokní fara z doby kolem roku 1760. Obcí protéká potok Třemošenka, na kterém byl postaven v 17. století mlýn, dodnes dochovaný. Druhý mlýn (pojmenovaný Dubský) je pod obcí na soutoku Třemošenky a Bělského potoka. Od začátku 21. století probíhá v obci nová výstavba rodinných domů díky blízkosti města Plzně a dobré dopravní obslužnosti.

## Obyvatelstvo
| Rok            | 1869 | 1880 | 1890 | 1900 | 1910 | 1921 | 1930 | 1950 | 1961 | 1970 | 1980 | 1991 | 2001 | 2011 | 2021 |
| -------------- | ---- | ---- | ---- | ---- | ---- | ---- | ---- | ---- | ---- | ---- | ---- | ---- | ---- | ---- | ---- |
| Počet obyvatel | 483  | 517  | 565  | 627  | 730  | 764  | 878  | 709  | 744  | 747  | 661  | 671  | 671  | 742  | 851  |
| Počet domů     | 68   | 73   | 75   | 81   | 98   | 110  | 157  | 186  | 192  | 195  | 194  | 233  | 245  | 249  | 317  |

## Obecní správa
V letech 1961–1990 k obci patřil Příšov.

## Pamětihodnosti
- Kostel svatého Jakuba
- Fara (sídlo spolku Ledovec)
- Vodní mlýn

## Osobnosti
- Karel Václavů (1919–2009), politik

## Další fotografie

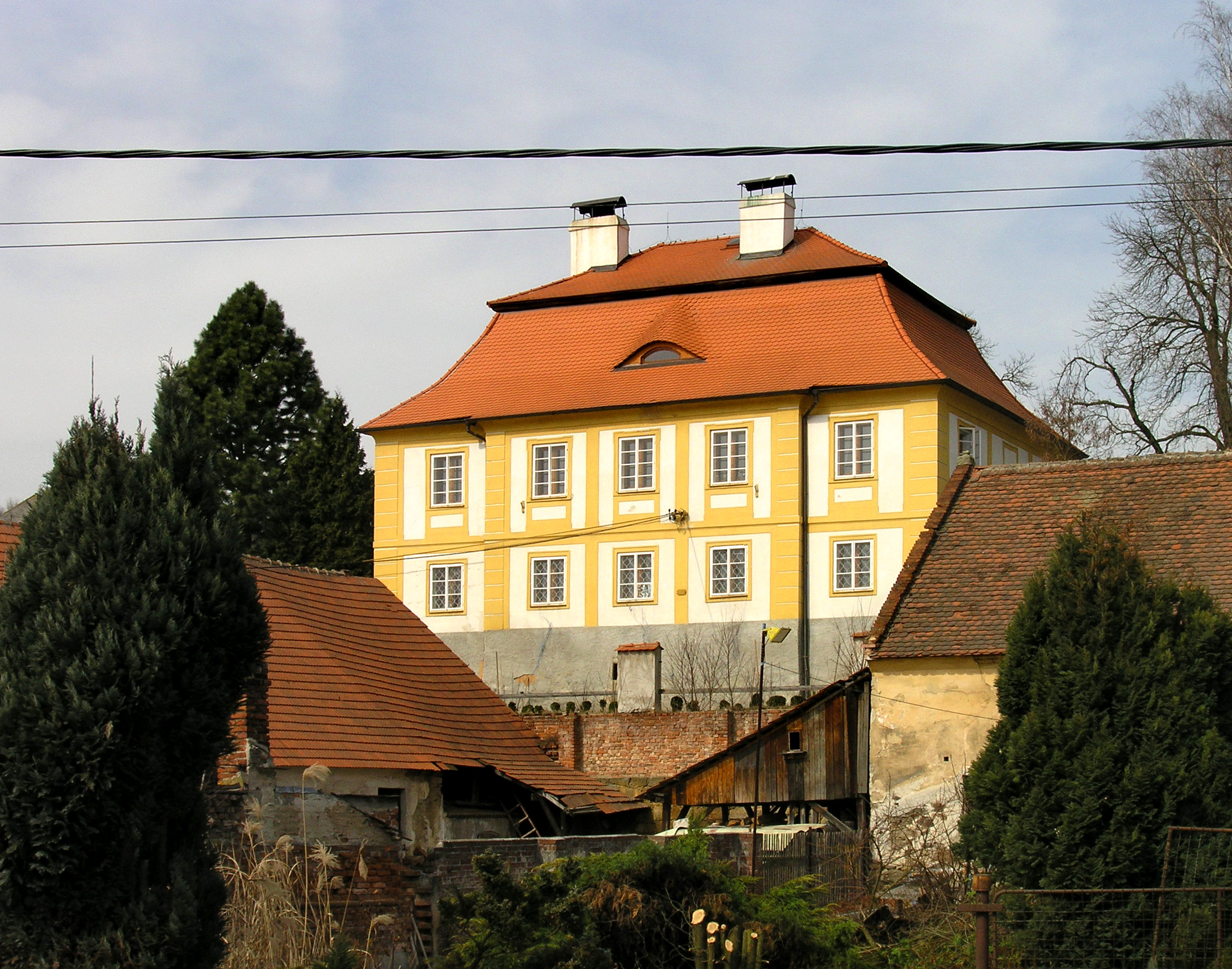
Fara
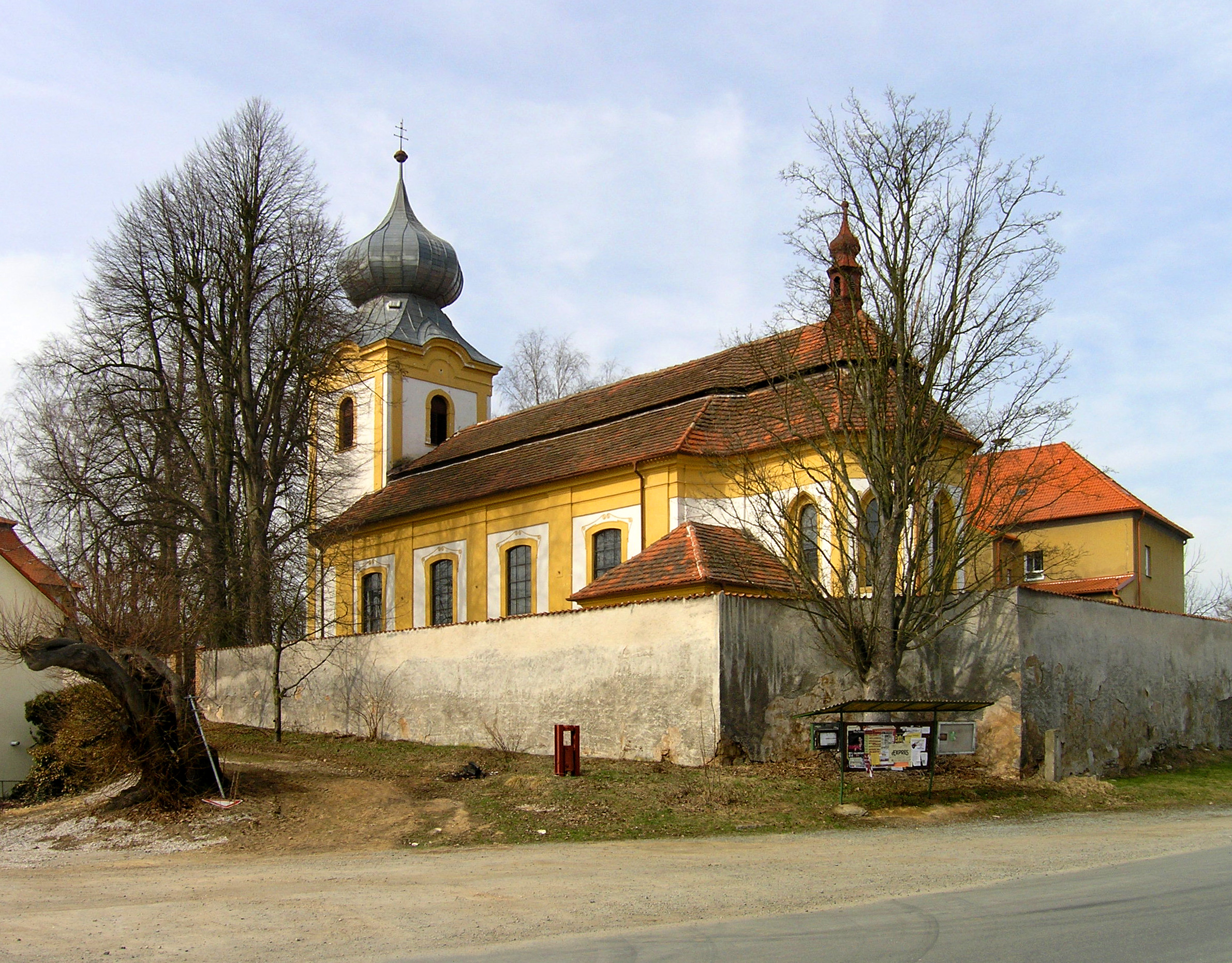
Kostel svatého Jakuba
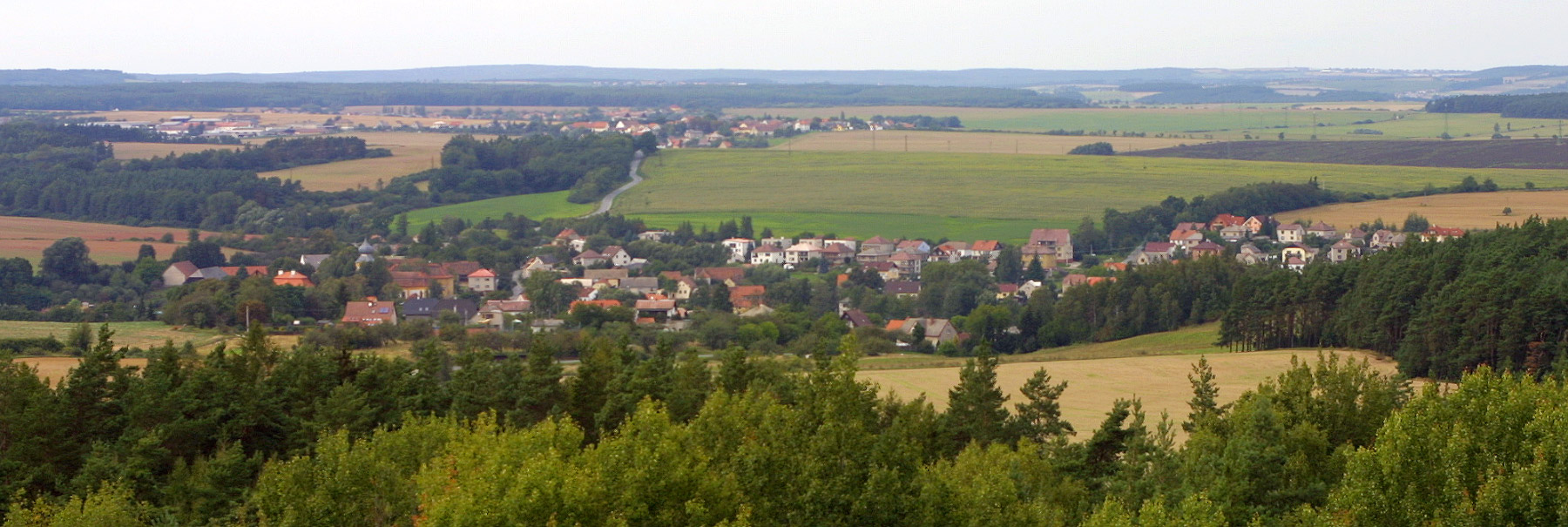
Ledce od jihu